# Pennisetum chilense
Pennisetum chilense là một loài thực vật có hoa trong họ Hòa thảo. Loài này được (Desv.) Hack. mô tả khoa học đầu tiên năm 1910.